# Wilhelm IV Orański
Wilhelm IV Orański (ur. 1 września 1711, Leeuwarden  – zm. 22 października 1751, Haga) – pierwszy dziedziczny stadhouder Republiki Zjednoczonych Prowincji.
Urodził się w Leeuwarden, w Niderlandach, jako syn Jana Wilhelma Friso – księcia Oranii-Nassau (głowy fryzyjskiej linii rodziny Oranje-Nassau) i jego żony – Marii Ludwiki z Hesji-Kassel. Urodził się jako pogrobowiec – sześć tygodni po śmierci swojego ojca. Po swoim ojcu odziedziczył urząd stadhoudera Fryzji i również stadhoudera Groningen (pod regencją swojej matki do 1731), a w 1722 został wybrany też na stadhoudera Geldrii.

## Małżeństwo
25 marca 1734 poślubił Annę Hanowerską, Princess Royal, najstarszą córkę Jerzego II Hanowerskiego, króla Anglii, i jego żony Karoliny z Ansbachu. Wilhelm i Anna mieli pięcioro dzieci:
1. córki, urodzone martwo w 1736 i 1739,
2. księżniczkę Karolinę Oranje-Nassau (1743–1787), żonę Karola Chrystiana, księcia Nassau-Weilburg,
3. księżniczkę Annę Oranje-Nassau (1746),
4. Wilhelma V, księcia Oranii (1748–1806).

## Kariera
W 1733 Wilhelm został kawalerem Orderu Podwiązki. W 1739 odziedziczył ziemie formalnie należące do linii Nassau-Dillenburg, a w 1743 odziedziczył również ziemie formalnie należące do linii Nassau-Siegen.
W kwietniu 1747, armia francuska weszła do Flandrii. W celu stłumienia konfliktów wewnętrznych wśród różnych frakcji Wilhelma mianowano na dziedzicznego powszechnego stadhoudera we wszystkich siedmiu Zjednoczonych Prowincjach. Wilhelm razem z rodziną przeniósł się wtedy z Leeuwarden do Hagi. Mimo że dotychczas Wilhelm miał małe doświadczenie w sprawach państwowych, od razu zyskał popularność wśród Holendrów. Przerwał on nakładanie podatków pośrednich, przez które niezależni przedsiębiorcy mieli okazję do nadużyć i zarabiania nielegalnie dużych kwot dla siebie. Był jednak również generalnym dyrektorem holenderskiej Vereenigde Oostindische Compagnie i przez to wspierał najbogatszych, a to pogłębiło jeszcze bardziej różnice między bogatymi i biednymi.
Wilhelm sprawował urząd generalnego stadhoudera całych Niderlandów aż do swojej śmierci (1751), w Hadze.